# 圣本笃教堂 (布拉格)

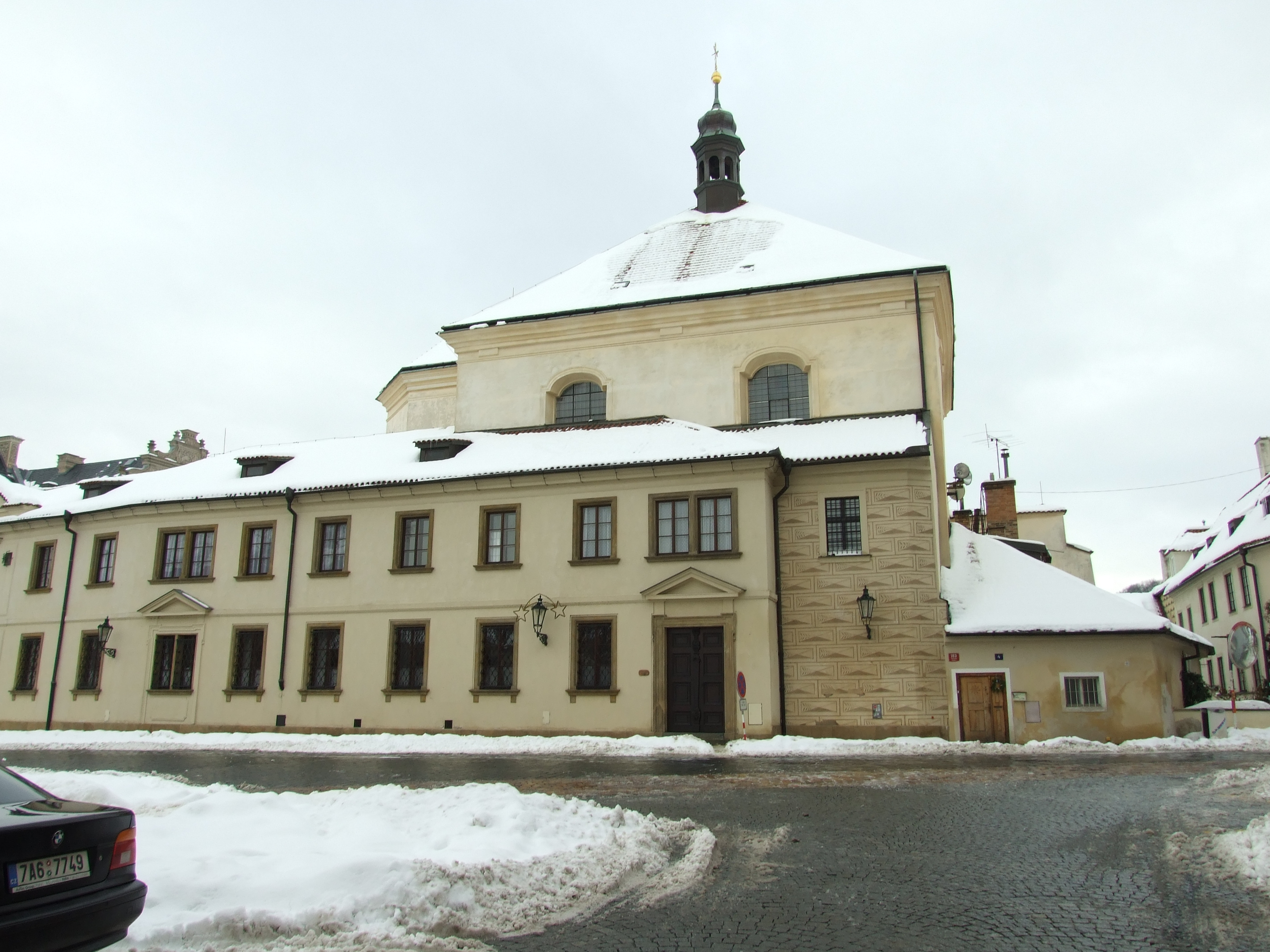
圣本笃教堂

圣本笃教堂（Kostel svatého Benedikta）是布拉格的一座罗马天主教教堂，位于城堡区城堡广场南侧，本来是城堡区的本堂区圣堂，1353年首次见于记载，后来又多次重修，于1626年成为加尔默罗会修道院。现在作为捷克共和国的文化古迹加以保护。